# 亚麻目
亚麻目（Linales）是1981年的克朗奎斯特分类法列出的一个目，包括5科，1998年根据基因亲缘关系分类的APG 分类法认为应该取消这个目，其属下的各科直接合并到金虎尾目之下，2003年经过修订的APG II 分类法繼續1998年的合併。

## 科
- 古柯科 Erythroxylaceae
- 香膏科 Humiriaceae
- 粘木科 Ixonanthaceae
- 亚麻藤科 Hugoniaceae
- 亚麻科 Linaceae